# Рух дейнеків
Повстання дейнеків — повстання проти соціального гніту в Гетьманщині та Речі Посполитій. Найбільшим із них було збройне протистояння на території Лівобережної Полтавщини проти гетьманської влади Івана Виговського.

## Етимологія назви
За однією з версій, назва дейнека («değnek») з турецької означає озброєний ціпком. За іншою, оскільки тодішнє козацьке судочинство тих часів широко користувалося латиною, могла мати місце латинська назва невеликого кийка: «dejneka». В обох значеннях — той що нападає з палицею (києм) у руках. Також «дейнека» — рекрути з українських добровольців котрі поповнювали козацькі полки під час Хмельниччини.

## Перебіг подій

### Передумови
Багатолітні війни з Річчю Посполитою та Кримським ханством призвели до занепаду економічного життя Гетьманщини, масового розорення козаків, міщан і селян. За цих умов козацька старшина намагалася закріпити своє привілейоване становище за рахунок обмеження прав інших, слабших, верств суспільства..
Основні вимоги повстанців стосувалися вільного переходу до козацького стану, справедливого перерозподілу воєнних трофеїв і звільнених земель та промислів, недопущення реставрації поземельної залежності посполитих, закріплення за всіма членами суспільства привілеїв винокуріння й рибальства, права вільного переходу на Запорожжя тощо.

### Виступ 1658—59
Найбільшого розмаху рух набув у 1658-1659-х роках на півдні Лівобережжя в Полтавському, Миргородському і Гадяцькому полках. Найвідомішими з очільників дейнецьких загонів були С. та І. Довгалі, М. Стринжа, Іван Іскра, Іван Донець, Михайло Зеленський.
Повсталі приєдналися до підрозділів Мартина Пушкаря.
У червні 1658-го, за підтримки військ ханату та німецьких найманців, у бою під Полтавою війська Виговського перемогли пушкарівців. Пушкар загинув у бою. Були розсіяні і загони дейнеків. Загалом на полі битви загинуло близько 50-ти тисяч українців.
Проблеми це не вирішило. Уряд намісника Виговського у Полтаві за чотири місяці було скинуто, а вцілілі з керівників повстання у війні, під час кампанії 1658-59, виступили на боці Московського царства, на відміну від сил Виговського котрі діяли у складі Республіки Трьох Народів. Наступні масові повстання дейнеків Правобережжя та Полісся припали на 1664-65-ті роки.

### Виступ 1666
1666-го року збройні виступи дейнеків супроти тогочасних шляхетських порядків, під проводом Дацька Дейнеки, відбулися на території Пн. Київщини та Волині. Розпочалися в травні, відколи організований Дейнекою 2-х тисячний загін селян-утікачів, які раніше втекли подалі від порядків, влаштованих П. Дорошенком та переселилися з Правобережної на Лівобережну Україну, переправився на правий берег Дніпра.
Здолавши опір розрізнених загонів шляхти, повстанці здобули кілька міст і містечок — Макарів, Рожів, Коростишів, і оточили Брусилів. Невдовзі повстання перекинулося на Волинь, де було підтримано місцевими селянами, які відмовлялися відбувати панщину та руйнували шляхетські маєтки. Розростання руху змусило шляхту Волині скликати в серпні Луцький сейм, учасники якого звернулися по допомогу до Яна II Казимира. Надіслані королем регулярні війська та місцеве шляхетське ополчення восени 1666-го придушили повстання.